# FC Tiraspol
El F. C. Tiraspol fue un club de fútbol moldavo de la ciudad de Tiráspol, Transnistria. Disputaba sus partidos en el Estadio Sheriff y llegó a jugar en la Divizia Națională, máxima categoría nacional.
Fue fundado en 1992 con el nombre de Constructorul Chişinău, denominación que perduró hasta 2001 y con la que consiguió su único título de liga en 1997. Después se trasladó en 2001 a Cioburciu y al año siguiente se asentó en Tiráspol. El Club conquistó cuatro títulos a lo largo de toda su historia
Aunque Transnistria es una república independiente de facto sin reconocimiento internacional, el F. C. Tiraspol juega en el sistema de ligas moldavo.

## Historia

### Constructorul Chişinău
El club fue fundado en 1992 como Constructorul Chişinău con sede en Chisináu, la capital de Moldavia. Debutó en la temporada inaugural de la Divizia Națională ese mismo año. En 1995-96 ganó su primer título, la Copa moldava con una victoria por 2:1 sobre el Tiligul Tiraspol, y en la temporada 1996-97 se proclamó campeón de liga al batir a su rival local, el Zimbru Chişinău, y evitar que lograse el sexto triunfo consecutivo. Ese resultado le permitió jugar la fase de clasificación para la Liga de Campeones de la UEFA 1997-98, pero fue eliminado por el Slavia Praga checo por 4:3 en el global de la primera ronda.
En 2000 ganó su segunda Copa de Moldavia, tras derrotar de nuevo al Zimbru por 1:0 en la final.
Gracias a sus buenas actuaciones en liga, durante cinco años participó en las fases calificatorias para la Copa de la UEFA y la Recopa de Europa. En septiembre de 2000, fue sancionado con un año sin poder disputar competiciones europeas durante un año a raíz de una serie de violaciones de seguridad en el partido en casa contra el CSKA Sofia búlgaro.

### Traslado a Transnistria
Antes de la temporada 2001-02, el club se trasladó a Cioburciu, una pequeña localidad a las afueras de la capital de la región separatista de Transnistria, y pasó a llamarse Constructorul Cioburciu. Dicho traslado fue provisional porque al año siguiente se mudó a Tiráspol y se convirtió en el F. C. Tiraspol. Su objetivo era convertirse en un rival competitivo para el equipo más potente de la zona, el F. C. Sheriff.
Su primer logro desde que salió de Chisináu fue en la Copa de la UEFA 2004-05, cuando eliminó al Shirak armenio en la primera ronda de clasificación (4-1 en el global) antes de ser eliminado por el al Metalurg Donetsk de Ucrania en la siguiente ronda (5-1).
En la temporada 2012-13 se proclamó campeón de la Copa de Moldavia, al imponerse al Veris Chișinău en la tanda de penaltis.

## Entrenadores
- Alexandr Matiura (1995-1997)
- Ihor Nadein (1998-1999)
- Alexandr Matiura (2003-2004)
- Victor Barisev (2004-2005)
- Yuriy Kulish (2005–2006)
- Volodymyr Reva (2006–2008)
- Emil Caras (2008–2009)
- Iurie Blonari (interino) (2009)
- Iurie Blonari (2010)
- Vlad Goian (2011–2014)
- Lilian Popescu (2014-2015)

## Palmarés
- Divizia Naţională (1): 1996-97
- Moldovan Cup (3): 1996, 2000, 2012–13
- Moldovan "A" Division (1): 1994–95
- Moldovan "B" Division (1): 1993–94

## Participación en competiciones de la UEFA

### Liga de Campeones de la UEFA
| Temporada | Ronda | Club       | Casa | Visita | Global |
| --------- | ----- | ---------- | ---- | ------ | ------ |
| 1997–98   | 1     | MPKC Mozyr | 1–1  | 2–3    | 3–4    |

### Liga Europea de la UEFA/Copa de la UEFA
| Temporada | Ronda            | Club             | Casa | Visita | Global      |
| --------- | ---------------- | ---------------- | ---- | ------ | ----------- |
| 1999–2000 | 1                | Ferencvárosi TC  | 1–1  | 1–3    | 2–4         |
| 2000–01   | 1                | CSKA Sofia       | 2–3  | 0–8    | 2-11        |
| 2004–05   | 1                | Shirak           | 2–1  | 2–0    | 4-1         |
| 2004–05   | 2                | Metalurh Donetsk | 1–2  | 0–3    | 1-5         |
| 2013–14   | Clasificatoria 1 | Skonto Riga      | 1–0  | 0–1    | 1-1 (2-4 p) |
| 2014–15   | Clasificatoria 1 | FK Inter Baku    | 2–3  | 1–3    | 3–6         |

### Copa Intertoto de la UEFA
| Temporada | Ronda | Club               | Casa | Visita | Global  |
| --------- | ----- | ------------------ | ---- | ------ | ------- |
| 2002      | 1     | Synot              | 0–0  | 0–4    | 0–4     |
| 2006      | 1     | FK MKT Araz Imisli | 2–0  | 0–1    | 2–1     |
| 2006      | 2     | Lech Poznań        | 3–1  | 1–0    | 4–1     |
| 2006      | 3     | SV Ried            | 1–1  | 1–3    | 2–4     |
| 2008      | 1     | Mika               | 0–0  | 2–2    | 2-2 (a) |
| 2008      | 2     | Tavriya            | 0–0  | 1–3    | 1–3     |

### Recopa de Europa de fútbol
| Temporada | Ronda | Club                       | Casa | Visita | Global  |
| --------- | ----- | -------------------------- | ---- | ------ | ------- |
| 1996-97   | 1     | Hapoel Ironi Rishon leZion | 1-0  | 2-3    | 3-3 (a) |
| 1996-97   | 2     | Galatasaray                | 0-4  | 0-1    | 0-5     |
| 1998-99   | 1     | NK Rudar Velenje           | 0-2  | 0-0    | 0-2     |